# 존 버고인
존 버고인(John Burgoyne, 1722년 2월 24일 - 1792년 8월 4일)은 대영제국의 장군, 정치가 및 극작가이다. 군인으로서 우선 7년 전쟁에 종군하여 여러 전투에 참전했지만, 특히 1762년 ‘포르투갈 작전’이 유명하다.
버고인은 미국 독립 전쟁에서의 역할로 가장 잘 알려져 있다. 새러토가 방면 작전에서 1777년 10월 17일에 5,000명의 군대와 함께 미국 대륙군에 항복했다. 이때 뉴욕 식민지의 올버니를 점령하고 반란을 끝낼 것을 예정한 군대의 지휘관에 임명되어, 버고인은 캐나다에서 진군했지만 곧 적군에게 포위되고, 수적으로도 열세인 자신을 발견하게 된다. 새러토가에서 두 차례 전투를 벌였지만, 이후 전멸의 위기에 처해 호레이쇼 게이츠와 협상을 시작할 수밖에 없었다. 그 결과, 아군을 고국에 돌려보내기로 하고, 협의를 시작하기로 동의했지만, 그 조건을 뒤집어 모두를 포로로 잡았다. 버고인은 본국의 분노를 사서 다시는 야전 지휘관의 직업을 가질 수는 없었다.
이후 버고인은 극작가로 성공하여 ‘오크스의 하녀’나 ‘여상속인’이라는 작품으로 알려졌지만, 군대의 명성만큼은 아니었다. 미드 허스트와 프레스턴에서 선출된 영국 의회 서민원 의원으로 오랫동안 역임했다. ‘신사 조니’라고 언급되는 경우가 많다.

## 생애
존 버고인은 1722년 2월 22일에 런던에 가까운 베드퍼드셔의 서튼에서 태어났다. 그곳은 버고인 준남작 장원인 서튼 매너가 있는 곳이었다. 어머니 안나 마리아 버고인은 해크니의 부유한 상인의 딸이었다. 아버지는 육군 장교로 추측되는 존 버고인 대위였지만, 그의 대부였던 빙글리 초대 남작의 사생아였다는 소문도 있었다. 빙글리 경은 1731년 사망했을 때 그의 유언장에는 빙글리의 딸이 남자 후계자를 남기지 못했을 때는 그 자산을 버고인이 승계한다고 밝혀져 있었다.
버고인은 10살 때 권위 있는 웨스트민스터 학교에 입학했다. 이 학교는 당시 영국 육군 장교들의 자녀 대부분이 입학했고, 이후 버고인의 상관이 되었던 토마스 게이지도 마찬가지였다. 버고인은 스포츠가 특기였으며, 사교성이 있어서 학교생활을 즐기고 많은 중요한 친구를 사귀었다. 그 중에는 이후 제임스 스트레인지 경도 있었다. 1737년 8월 버고인은 화려한 기병 연대인 근위 기병 연대의 장교직을 샀다. 이 연대는 런던에 주둔했고, 임무는 가벼웠기 때문에 상류 사교계에서 눈길을 끌게 되었다. 곧 ‘신사 조니’라는 별명을 얻었고, 멋진 제복과 큰 빚에 시달리게 했던 호화스러운 생활이 알려지게 되었다. 1741년 버고인은 (아마도) 도박빚을 청산하기 위해서 장교직을 매각했다.
오스트리아 왕위 계승 전쟁(1740년 -1748년)이 발발했을 때 영국 육군은 그 진용을 확대하게 되었다. 1745년 4월 버고인은 새롭게 출범한 제1 근위 기병 연대의 소위로 입대했다. 이 임관은 신설 연대였기 때문에 장교직을 구입할 필요가 없었다. 1745년 4월에는 중위로 승진했고, 1747년 버고인은 돈을 모아 가까스로 대위 직책을 구입할 수 있었다. 1748년 전쟁이 끝나자 이후 추가적인 현역의 모집의 예상은 없어졌다.

### 사랑의 도피
버고인은 제임스 스트레인지 경과의 우정을 통해, 그 여동생 샬롯 스탠리와 알게 되었다. 샬럿은 영국의 정치 지도자 중 한 명인 더비 백작 에드워드 스탠리의 딸이었다. 더비 경이 버고인과 샬럿의 결혼을 허락하지 않았기 때문에, 두 사람은 사랑의 도피를 하여 1751년 4월에 아버지의 허락 없이 결혼했다. 분개한 더비 백작은 딸에게 한 푼도 주지 않고 돈을 끊었다. 버고인은 아내를 부양할 방법이 없었기 때문에, 다시 관직을 팔아 2,600 파운드를 마련하고 그렇게 몇 년을 살았다.
1751년 10월 버고인과 아내는 유럽 대륙으로 건너가 프랑스와 이탈리아를 여행했다. 프랑스에 머물 때 나중에 프랑스 외무장관이자, 7년 전쟁 때 프랑스의 정책을 지휘한 에티엔느 프랑소와 드 스와줄과 만나 친구가 되었다. 로마에 있을 때, 영국의 화가 앨런 램지에 초상화를 그리게 했다. 1754년 말, 아내가 딸 샬롯 엘리자베스를 출산하였는데, 이 아이가 부부의 유일한 아이였다. 버고인은 1755년에 손녀가 더비 경의 반대를 누그려 뜨릴 것이라고 생각하고 영국으로 돌아왔다. 레인지 경이 버고인과 더비 경을 중재하여 더비 경도 마음을 바꿔 부부를 가족으로 받아들였다. 버고인은 곧 더비 경의 환심을 사서 더비 경의 영향력을 기대할 수 있게 되었다.

## 7년 전쟁
7년 전쟁이 발발하고 1개월 후 버고인은 제11 기병연대의 임관을 주문했다. 1758년에는 콜드스트림 근위 보병 연대의 대위 겸 중령이 되었다.

### 셍 말로 습격
1758년 버고인은 쉘부르 습격 등 프랑스 해안 원정에 여러 차례 참가했다. 이 기간에 영국 육군에 경기병대를 도입하는 것을 옹호했다. 이때 결성된 2개 연대는 조지 엘리엇(이후 히스 필드 경)과 버고인이 지휘를 맡았다. 이것은 혁신적인 조치였고, 버고인은 영국군 경기병대 초기 발전의 개척자가 되었다. 버고인은 일반 사병 간의 자율적 사고를 칭찬했고, 당시 영국 육군이 가지고 있던 구조와는 사뭇 대조적으로 자신의 아이디어를 이용하는 것을 장려했다.

### 포르투갈 전략
1761년 버고인은 미드허스트 대표로 영국 의회 의원이 되었고, 다음 해에는 포르투갈에서 그 전쟁에 준장으로 종군했다. 발렌시아 데 알칸타라의 전투 후 발렌시아 데 알칸타라와 비라베라 데 로다오의 점령은 그의 기병대를 이끌고 특히 두각을 나타내었으며, 포르투갈이 알메이다를 잃은 것을 만회했다. 이는 포르투갈에 침입해 온 스페인군 부대를 격퇴하는 데 크게 기여했다.
1768년 버고인은 프리스톤 시 대표로서 서민원 의원에 선출되었고, 그 후 몇 년 동안은 주로 의원으로서의 임무에 주력했다. 이 기간에 그는 대담한 발언으로 주목 받게 되었고, 특히 당시로는 지도자급 군인이었던 클리브 경에 대한 공격은 압권이었다. 1772년 관리들에 의한 만연된 부정을 일삼는 영국 동인도 회사의 부정부패를 조사함으로써 명성을 얻었다. 이 시기 예술과 극작에도 주력하고 있었으며, 첫 번째 연극 ‘오크스의 하녀’를 썼고, 1775년에 데이비드 가릭에 의해 초연됐다.

## 미국독립전쟁
그는 군대에서는 소장까지 승진했다. 미국 독립 전쟁이 시작되자, 그는 지휘관으로 임명되어, 1775년 5월에 보스턴에 도착했다. 렉싱턴 콩코드 전투에서 최초의 포성이 들렸던 몇 주 후의 시점이었다. 보스턴 포위전 동안 수비대의 일부로 참여했지만, 윌리엄 하우와 헨리 클린턴이 지휘한 벙커힐 전투에는 참가하지 않았다. 공을 세울 기회가 부족한 것에 한탄해서 버고인은 1776년 3월에 보스턴의 수비대가 시내를 내주기 전에 잉글랜드로 돌아왔다.
1776년 버고인은 세인트로렌스강을 거슬러 대륙군에 포위당한 퀘벡시를 구하려고 영국 원군을 지휘했다. 가이 칼튼 장군 아래에 있던 군대를 이끌고 대륙군을 퀘벡 식민지에서 몰아내는 데 성공했다. 칼튼은 그 챔플레인 호까지 군대를 진격했지만, 버고인에 따르면 대담함이 부족했던 칼튼은 10월에 카르 섬의 전투의 해전에서 승리하고도 타이콘데로가 요새를 점령하지 못했다.

## 같이 보기
- 미국 독립 전쟁의 전투 목록